# Tidsaxel över Greklands historia
Det här är en tidsaxel för Greklands historia.
- 400 000 f.Kr. - Hominider i Petralona, Thessaloniki
- 3600 f.Kr. - Den grekiska bronsåldern inleds.
- 2500 f.Kr. - Greker etablerar sig på fastlandet.
- 1100 f.Kr. - Grekiska valutan drachmes börjar cirkulera.
- 800 f.Kr. - De äldsta inskrifterna gjorda med det grekiska alfabetet. Stadsstater grundas med kolonier runt Medelhavet.
- 725 f.Kr. - De äldsta inskrifterna gjorda med det grekiska alfabetet.
- 600 f.Kr. - Lykurgos förvandlar Sparta till en militärstat.
- 492 f.Kr. - Persernas kung Dareios I attackerar Grekland.
- 490 f.Kr. - Den grekiske generalen Miltiades d.y. vann slaget i Marathon och därmed avslutades kriget. Grekerna ställde upp med 10 000 mot persernas 25-30 000 armé. Förlusterna räknades till ca 200 atenare mot ca 6 400 perser.
- 480 f.Kr. - Persernas nye kung Xerxes I som var son till Dareios I attackerar Grekland. Akropolis brände ner.
- 479 f.Kr. - Spartas kung Leonidas I och hans 300 män samt ca 700 från Thebe offrar sig i Thermopyle för att ena de Grekiska stadsstaterna mot Persernas numerärt överlägsna armé. Historikerna siffror på persernas armé varierar mellan 50 000 till över 5 000 000 soldater. Leonidas armé stoppade tre attacker innan de förrådes och dödades. Några veckor senare krossades persernas flotta i Salamis och perserna drog sig tillbaka.
- 470 f.Kr. - Sokrates föds, dör 399 f.Kr. Filosof samt grundare till västerländska filosofin. Han dömdes till döden eftersom han anklagades för att ha förlett ungdomen och förnekat gudarna.
- 429 f.Kr. - Perikles dör.
- 427 f.Kr. - Platon föds, dör 347 f.Kr. Filosof, matematiker och författare som skapade den platonska akademien som varade i över nio sekler.
- 384 f.Kr. - Aristoteles föds, dör 322 f.Kr. Filosof men var även lärare till Alexander den store. Han myntade många ämnen, inklusive fysik, metafysik, poesi, teater, musik, logik, retorik, politik, etik, biologi och zoologi.
- 336 f.Kr. - Alexander den store blir kung av Makedonien.
- 214-205 f.Kr. - Det första makedonska kriget.
- 168 f.Kr. - Romerska erövringen av Grekland inleds.
- 66-63 f.Kr. - Kreta blir en romersk provins.
- 395 e.Kr. - Romerska riket delas, Grekland regeras från Konstantinopel.
- 820-921 - Kreta intas av araber.
- 1204-1669 - Kreta kontrolleras av Republiken Venedig.
- 1453 - Osmanska riket erövrar Konstantinopel.
- 1821 - 25 mars det grekiska frihetskriget bryter ut. (Första grekiska nationaldagen)
- 1828 - Grekland blir självständigt.
- 1832 - Grekland blir monarki. Prinsen av Bayern, Otto, blir Greklands kung. Valutan drachme återinförs.
- 1912 - Den 8 oktober deltog Grekland i första Balkankriget där de allierade sig med Bulgarien, Montenegro och Serbien som satte stopp för de ca 500 åren av Ottomanska rikets styre i Balkan.
- 1913 - Den 16 juni deltog Grekland i andra Balkankriget
- 1914-1918 - Grekland deltog i första världskriget genom att stödja de allierades sida mot Tyskland, Österrike-Ungern, Bulgarien och Ottomanska riket. Italien ändrade sin ställning 1915 till de allierades sida.
- 1914-1923 - Det pågår ett folkmord på greker, man räknar att över 1 miljon greker mördats under dessa år. Av dessa är det ca 350 000 Pontier (greker som bodde runt Svarta havet och härstammar från den joniska stammen av grekerna). Turkiet medgav detta folkmord först 2009, numera firas den 19 maj till minne av de mördade folkgrupperna (Pontier, Armenier, Assyrer, Syrianer samt Kaldéer). Tvångsförflyttningar på över 1 100 000 greker från Turkiet genomfördes efter kriget. 1921 kallas även i den grekiska historien som Megali sfagi, det året slaktades flyende greker i tusentals i hamnarna i Smirni (Ismir).
- 1919-1922 - Maj 1919 utbryter krig mot Ottomanska riket. Grekland förlorar detta krig.
- 1926 - Sker ett folkutbyte mellan Grekland och Turkiet, 182 169 greker från Pontosregionen flyttar till Grekland.
- 1940 - Benito Mussolini attackerar Grekland den 28 oktober (Andra grekiska nationaldagen) och man dras in i andra världskriget genom Albanien.
- 1941 - Attackeras Grekland av Hitlers arméer och av Bulgariens armé samtidigt som den grekiska armén krigar mot Mussolinis armé i Albanien. Grekland ockuperas av axelmakterna.
- 1944 - Grekland blir befriad.
- 1944-1949 - Grekiska inbördeskriget
- 1947 - Greklands nuvarande gränser fastställs.
- 1951 - Grekland blir medlem i NATO.
- 1955 - Under 6 och 7 september utbryter Istanbulpogromen i Konstantinopel. Större delen av den grekiska befolkningen emigrerar, numera finns ca 2500 greker kvar i Konstantinopel.
- 1967 - Georgios Papadopoulos tar makten i en statskupp med understödd av USA.
- 1973 - Monarkin avskaffas.[1]
- 1974 - Juntan faller.
- 1979 - Grekland går med i EG.
- 2001 - Grekland väljer att byta valuta från Drachmes till Euro.
- 2002 - Världens äldsta valuta går i graven och bytts ut mot Euron. Allt blir två till tre gånger dyrare samma dag som man byter valuta.
- 2010 - Greklands statsskuld når ohållbara nivåer och landet tvingas söka hjälp hos EU och IMF. Nedskärningar i välfärden möts av stora demonstrationer.

### Fotnoter
1. ↑  ”Greece” (på engelska). World Statesmen. http://www.worldstatesmen.org/Greece.html. Läst 16 oktober 2015.